# Добрава-при-Шкоцяну
Добрава-при-Шкоцяну (словен. Dobrava pri Škocjanu) — поселення в общині Шкоцян, регіон Південно-Східна Словенія, Словенія.